# Беркакіт (станція)

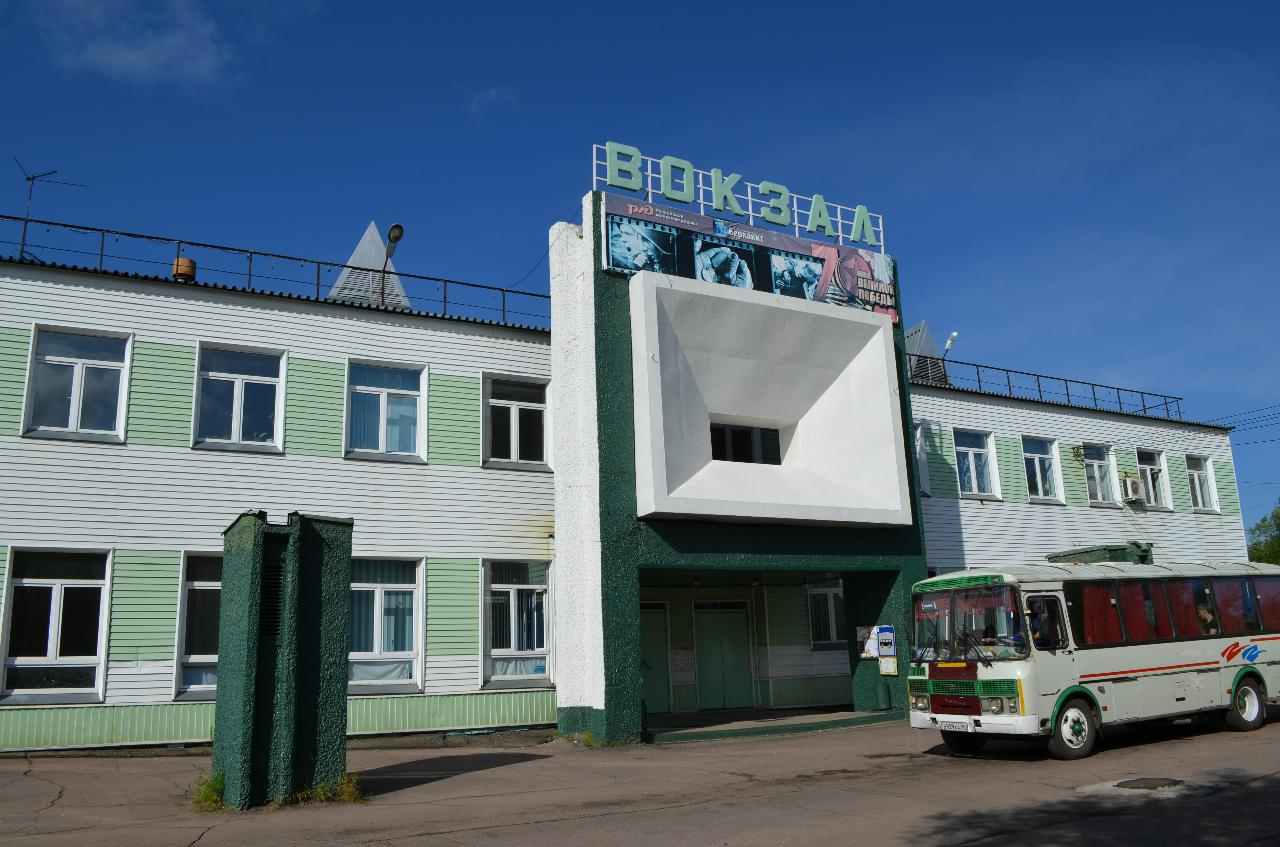

Беркакіт (рос. Беркакит) — станція Тиндинського регіону Далекосхідної залізниці Росії, розташована на дільниці роз'їзд Бестужево — Нижній Бестях між роз'їздом Оборчо (відстань — 16 км) і станцією Нерюнгрі-Пасажирська (9 км). Відстань до транзитного пункту Тинда — 220 км, до транзитного пункту Новий Ургал — 1117 км.
Розташована в однойменному селищі міського типу Беркакіт Нерюнгринського району Якутії.